# Oberhofen bei Kreuzlingen
1
Oberhofen bei Kreuzlingen beziehungsweise Oberhofen ist eine ehemalige Ortsgemeinde und eine Ortschaft der Gemeinde Lengwil des Bezirks Kreuzlingen des Kantons Thurgau in der Schweiz.
Das auf dem Seerücken gelegene Oberhofen bildete von 1803 bis 1997 mit Dettighofen und Lengwil eine Ortsgemeinde der Munizipalgemeinde Illighausen. Am 1. Januar 1998 fusionierte die Ortsgemeinde Oberhofen bei Kreuzlingen mit der Orts- und Munizipalgemeinde Illighausen zur Gemeinde Lengwil.

## Geschichte

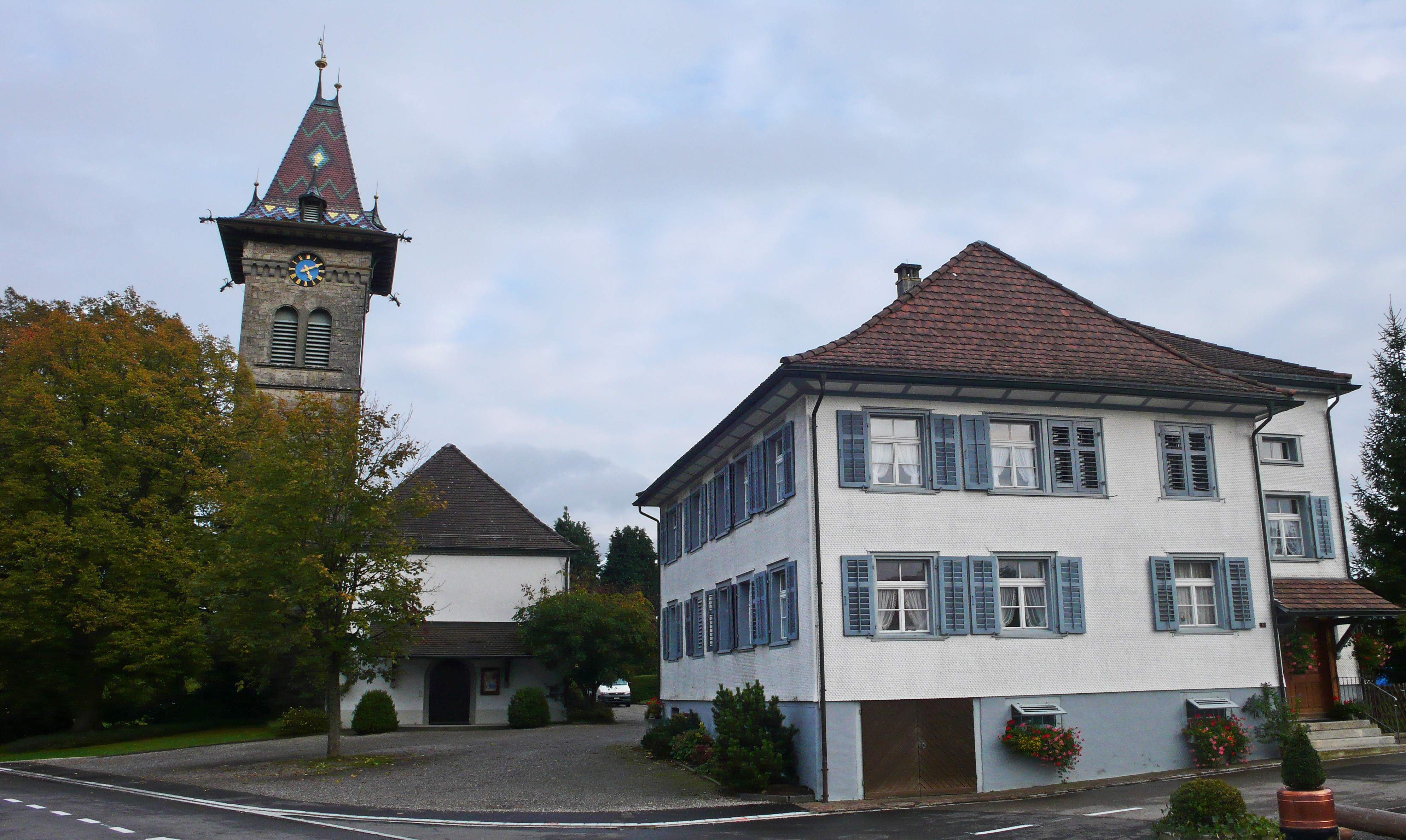
Paritätische Kirche Oberhofen

Die Siedlung wurde erstmals 1160 als Obirhovin urkundlich erwähnt. Bei Oberhofen fanden sich frühmittelalterliche Gräber. Dettighofen, Lengwil und Oberhofen bildeten ein Niedergericht der Herrschaft Liebburg, die unter anderem 1376 Ulrich von Königsegg, 1452 Ulrich Blarer, ab 1526 den Reichlin von Meldegg und 1628 den von Ulm gehörte. Von 1685 bis 1745 erfolgten bischöflich-konstanzische Belehnungen u. a. an die von Altensummerau und 1745 an die von Ratzenried.

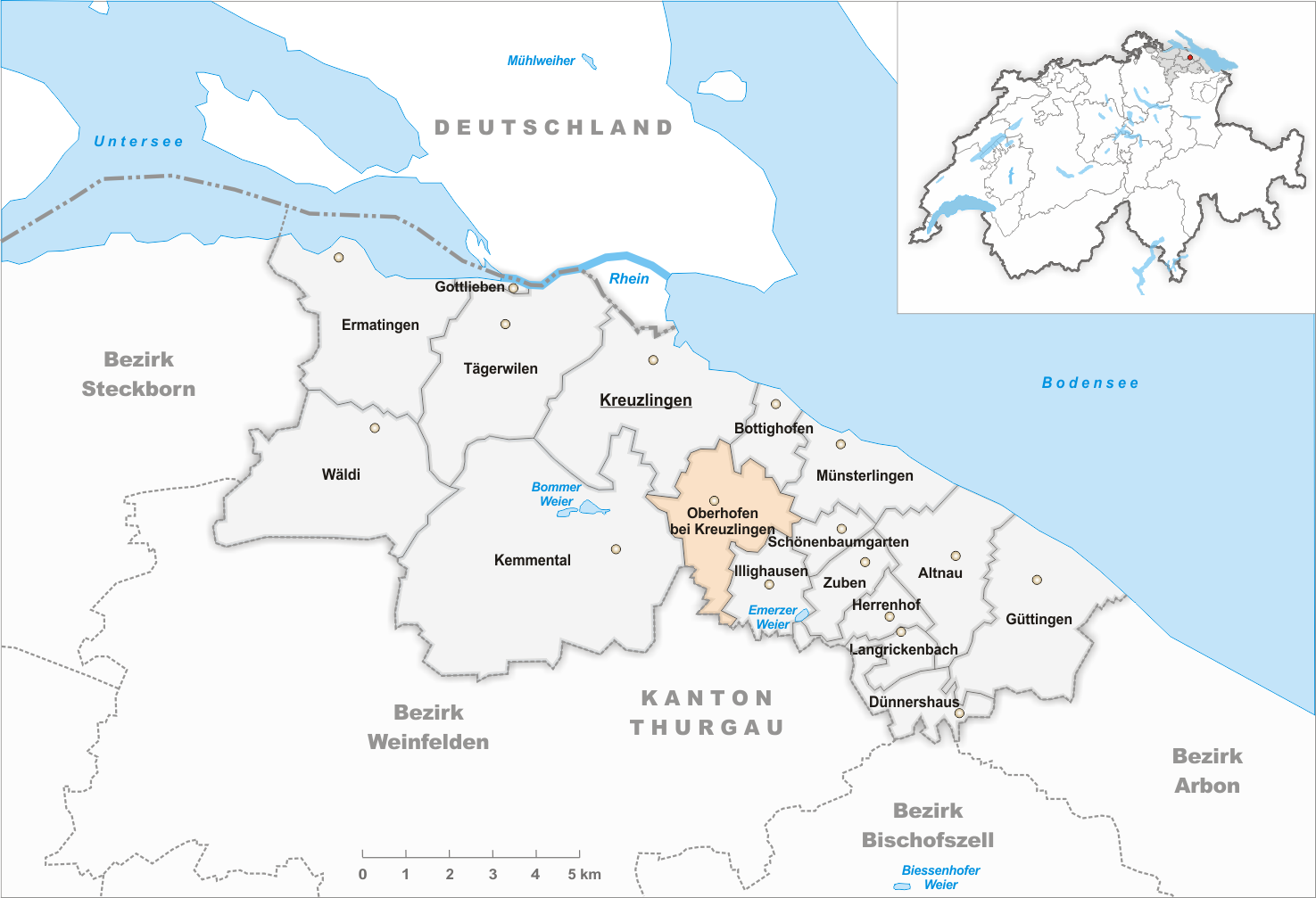
Gemeindestand vor der Fusion im Jahr 1998

Die 1477 erwähnte Kapelle war eine Kuratie des Konstanzer Stifts St. Stephan. Oberhofen führte 1528 die Reformation durch und wurde Ende des 16. Jahrhunderts von Altnau, 1620 bis 1712 von Güttingen und ab 1712 von Scherzingen aus betreut. 1638 folgte die Wiedereinführung des katholischen Gottesdienstes; die Katholiken gehören zur Pfarrei St. Ulrich-Kreuzlingen.
Die Einwohner betrieben Obst- und Ackerbau, Vieh- und Milchwirtschaft sowie Käsehandel. Ab 1900 entstanden Betriebe der Holz-, Metall- und Steinindustrie, 1974 das Wohnheim Ekkharthof.

## Wappen
Blasonierung: In Rot drei seitlich aneinander stossende weisse Rauten.

## Bevölkerung
| Jahr         | 1860  | 1900  | 1920  | 1990  | 2000  | 2010  | 2018  | 2023  |
| Ortsgemeinde | 586   | 560   | 568   | 860   |       |       |       |       |
| Ortschaft    |       |       |       |       | 295   | 453   | 561   | 603   |
| Dettighofen  |       |       |       |       | 147   | 173   | 200   | 187   |
| Lengwil      |       |       |       |       | 230   | 242   | 553   | 573   |
| Quelle       | [ 2 ] | [ 2 ] | [ 2 ] | [ 2 ] | [ 5 ] | [ 6 ] | [ 3 ] | [ 7 ] |

Von den insgesamt 603 Einwohnern der Ortschaft Oberhofen am 31. Dezember 2023 waren 143 bzw. 23,7 % ausländische Staatsbürger. 201 (33,3 %) waren evangelisch-reformiert und 134 (22,2 %) römisch-katholisch.

## Sehenswürdigkeiten
- Paritätische Kirche Oberhofen
- Schloss Liebburg

Die Kirche Oberhofen und das Schloss Liebburg sind in der Liste der Kulturgüter in Lengwil aufgeführt.

## Persönlichkeiten
- Hermann Weideli (1877–1964), Architekt